# Der Watzmann (Gemälde)

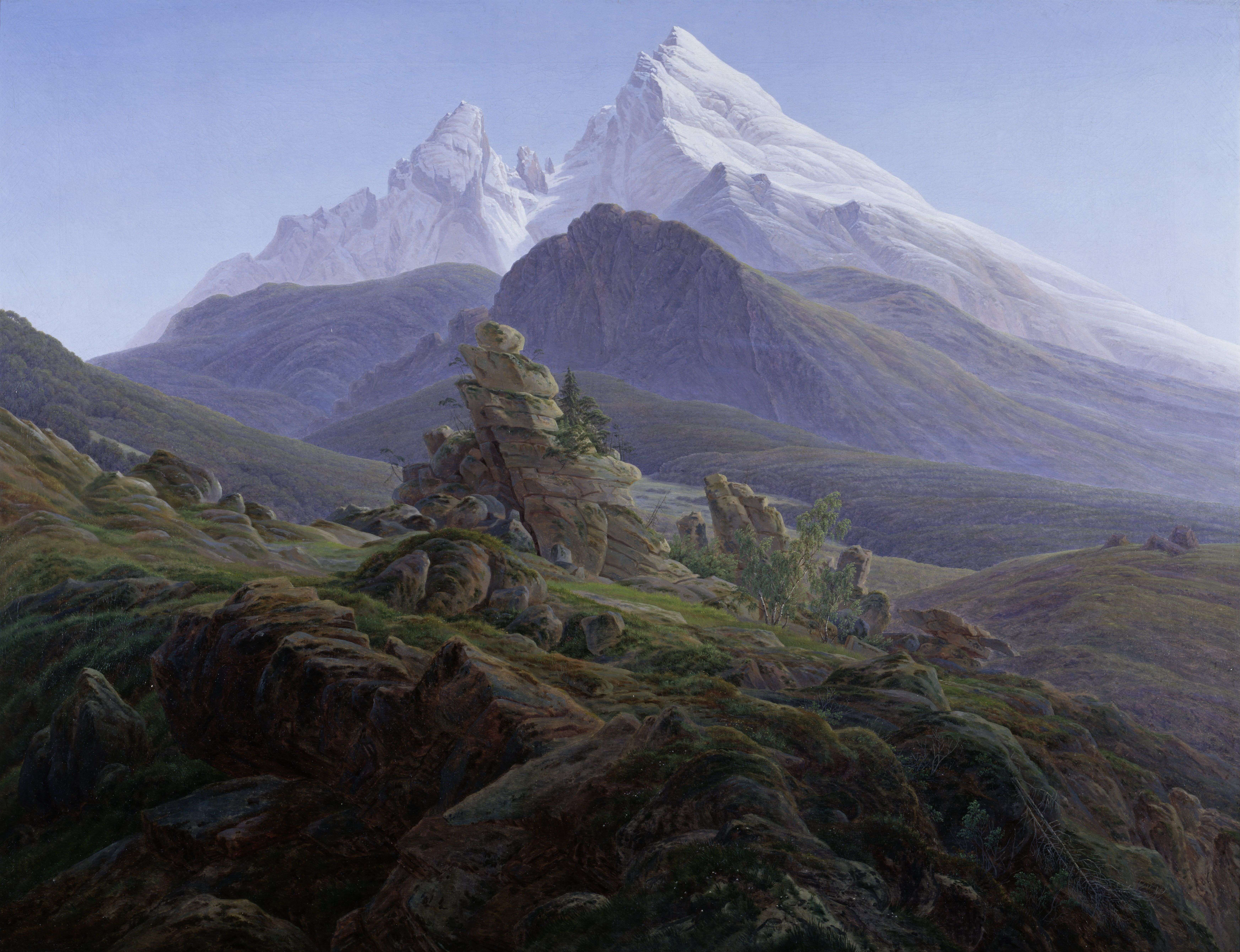
Der Watzmann, Gemälde von Caspar David Friedrich, 1824/25

Der Watzmann ist der Titel eines Ölgemäldes von Caspar David Friedrich aus dem Jahr 1824/25, der Zeit der Romantik in der Bildenden Kunst. Es zeigt das Gebirgsmassiv des Watzmanns aus der Perspektive des nordöstlich gelegenen Berchtesgaden. Das Bild ist in der Maltechnik Öl auf Leinwand ausgeführt und gehört mit dem Format von 136 cm × 170 cm zu Friedrichs größten Werken. 1937 wurde es von der Berliner Alten Nationalgalerie unter fragwürdigen Umständen erworben und ist heute Bestandteil der Ausstellung in der Alten Nationalgalerie.

## Bildinhalt und Interpretation
Caspar David Friedrich war zwar nie in den Alpen, zeigte jedoch an Bergen und Gebirgen ein großes Interesse. Seine überraschend realitätsnahe Darstellung des Watzmanns beruht auf einer Aquarellstudie seines Schülers Johann August Heinrich von 1821, die ein Jahr vor Heinrichs Tod in Italien entstand. Friedrich kannte auch das Watzmannbild von Ludwig Richter, heute in der Münchner Neuen Pinakothek ausgestellt, dessen Charakter einer idyllisch stimmungsvollen Auffassung, die viele Künstlerkollegen der damaligen Zeit der Romantik als unerlässlich betrachteten, er aber ablehnte. Der Standpunkt des Betrachters seines in Ölmaltechnik ausgeführten Bildes liegt nordöstlich des Berges, die Sonne steht im Südwesten und bescheint die Westflanke. Friedrichs strenge Komposition besteht aus Dreiecken, die mehrere in der Tiefe der Landschaft liegende, immer höher ansteigende Bergspitzen bilden. Den Höhepunkt bilden die beiden im gleißenden mittäglichen Sonnenlicht beschienenen Gipfel und Schneefelder des Berges, die sich bis zum oberen Bildrand erheben und fast das Format sprengen. Die Beleuchtung, vom tiefsten Schwarz der Felsspalten im Vordergrund links, bis zum reinen Weiß des höchsten Gipfels lenkt den Blick nach oben zum Göttlichen. Im Zentrum des Bildes befindet sich eine kleine Insel aus geschichtetem Fels, belebt mit Grasbewuchs, kleinen Bäumen und Sträuchern im sonst unbelebten Felsenmeer der Szenerie. Hierfür verwendete Friedrich eine eigene Zeichnung, die er 1811 während einer Reise zum Harz anfertigte und weitere, heute verschollene Blätter. Auch Skizzen aus dem Riesengebirge sind nach Ansicht Wieland Schmieds, dem ehemaligen Hauptkustos der Berliner Nationalgalerie, in das Watzmannbild eingearbeitet worden.
Ludwig Richter verglich die Landschaftsmalerei mit der Musik, in der die Phantasie, der ganze Geist des Menschen aufgeregt wird und Raum hat, weit und selig herumzutummeln in den schönen Gefilden. Caspar David jedoch ging über diese romantische Ansicht eines musikalischen Aspektes hinaus, indem er für seine hohen Ansprüche an die Malerei ein Bild forderte, das die Erhabenheit und Unerreichbarkeit des göttlichen Wesens darzustellen vermag und schreibt: So ist der Mensch dem Menschen nicht als unbedingtes Vorbild gesetzt, sondern das Göttliche, Unendliche ist sein Ziel. Die Kunst ist's, nicht der Künstler, wonach er streben soll! Die Kunst ist unendlich, endlich aller Künstler Wissen und Können. Der Kunsthistoriker und Friedrich-Kenner Helmut Börsch-Supan sieht in dem Watzmannbild wie vielfach im frühen 19. Jahrhundert, ein Gottessymbol. Das ewige Eis der Gletscher ist Gleichnis für die Ewigkeit Gottes. Friedrich war nie in den Alpen, er verwendete mehrere Zeichnungen und Skizzen unterschiedlicher Gebirge für sein Werk, eine durchaus übliche Vorgehensweise auch anderer Künstler. Nach Friedrichs Kunstauffassung ist die Natur nur Mittel, der Wahrheitsgehalt des Bildes nimmt keinen Schaden, sondern belegt deutlich sein symbolhaftes Denken. Der unerreichbare, im weißen Licht erstrahlende Berg wird bei ihm zum Symbol göttlicher Majestät.

## Rezension und Ausstellungen
Diesen Gedankengängen konnten Caspar Davids Zeitgenossen nicht folgen, man bevorzugte Ludwig Richters Bild mit seiner verbindlichen Naturauffassung. Die völlige Einsamkeit des Watzmannbildes von Friedrich war ihnen unheimlich. 1826 bemängelte der Kunstkritiker Carl Töpfer das Fehlen eines Ausblicks ins Tal. Der Kunsthistoriker und Mäzen Johann Gottlob von Quandt, selbst ein Friedrich-Sammler, kritisierte, daß der Maler einerseits die Natur zu wenig studiert, andererseits seine Phantasie nicht frei genug entfaltet hätte.
Gezeigt wurde Der Watzmann zuerst auf der Dresdner Akademieausstellung 1825 unter dem Titel Eine Gebirgsgegend (Kat.-Nr. 644). Der Kunstverein in Hamburg präsentierte das Bild 1826 mit dem Titel Grosse Tyroler Gebirgslandschaft (Kat.-Nr. 47). Im gleichen Jahr zog es weiter zur Berliner Akademie-Ausstellung. Es folgten Halberstadt im Mai 1832 (Tyroler Gebirgslandschaft, Kat.-Nr. 72) und im gleichen Jahr der Kunstverein Braunschweig (Gebirgsgegend mit dem Watzmann, Kat.-Nr. 66). Seit 2001, nach der grundlegenden Sanierung der Galerie, wird das Bild im Friedrichsaal der Alten Nationalgalerie auf der Berliner Museumsinsel gezeigt.

## Provenienz
Das Bild mit der heutigen Inventarnummer A II 895, NG H 4 gehörte nach 1832 Senator Carl Friedrich Pogge aus Greifswald, später gelangte es durch Erbschaft an Adolf Gustav Barthold Georg von Pressentin (1814–1879), Rostock. Nach seinem Tod ging es an den jüdischen Kunstsammler Martin Brunn aus Berlin, der es unter nationalsozialistischem Druck 1937 an die Nationalgalerie für 25.000 Reichsmark verkaufen musste, um die Flucht seiner Familie in die USA finanzieren zu können. 10.000 Reichsmark bewilligte Adolf Hitler, auch in Hinblick auf sein Feriendomizil Obersalzberg bei Berchtesgaden in der Nähe des Watzmannmassivs, doch den Erlös durch den Verkauf behielt der Staat als sogenannte Judenvermögensabgabe ein. Gegen Ende des Zweiten Weltkrieges wurde Der Watzmann zum Schutz vor Bombenangriffen ausgelagert. Ab 1968 wurde das Gemälde zunächst in der Neuen Nationalgalerie und später im Schloss Charlottenburg in der damaligen Galerie der Romantik ausgestellt.
1999 wurde der Erbengemeinschaft von Martin Brunn in New York das Bild im Rahmen einer sogenannten Restitution von Raubkunst wieder zugesprochen. 2002 einigte sich die Stiftung Preußischer Kulturbesitz mit den Erben, die DekaBank kaufte das Bild unter Vermittlung der Kulturstiftung der Länder nun rechtmäßig zu einem unter dem Marktwert liegenden Preis und stellte es der Berliner Nationalgalerie als Dauerleihgabe zur Verfügung.